# Bahatîrivka, Vilneansk
Bahatîrivka (în ucraineană Багатирівка) este un sat în comuna Liuțerna din raionul Vilneansk, regiunea Zaporijjea, Ucraina.

## Demografie
Componența lingvistică a localității Bahatîrivka
     Ucraineană (75,22%)
     Rusă (24,13%)
     Alte limbi (0,32%)
Conform recensământului din 2001, majoritatea populației localității Bahatîrivka era vorbitoare de ucraineană (75,22%), existând în minoritate și vorbitori de rusă (24,13%).